# Sibirisk salamander
Den sibiriske salamander (Salamandrella keyserlingii) udmærker sig ved at kunne tåle nedfrysning til -50 °C.
Den er 80-120mm lang.